# Septembrie 2015
Acest articol este generat integral pe baza informațiilor din articolul 2015 și este actualizat periodic de un robot.
 Editările făcute în articol vor fi șterse la următoarea actualizare! Dacă doriți să faceți modificări, editați articolul-sursă.

ianuarie -
februarie -
martie -
aprilie -
mai -
iunie -
iulie -
august -
septembrie -
octombrie -
noiembrie -
decembrie
Septembrie 2015 a fost a noua lună a anului și a început într-o zi de marți.

## Evenimente

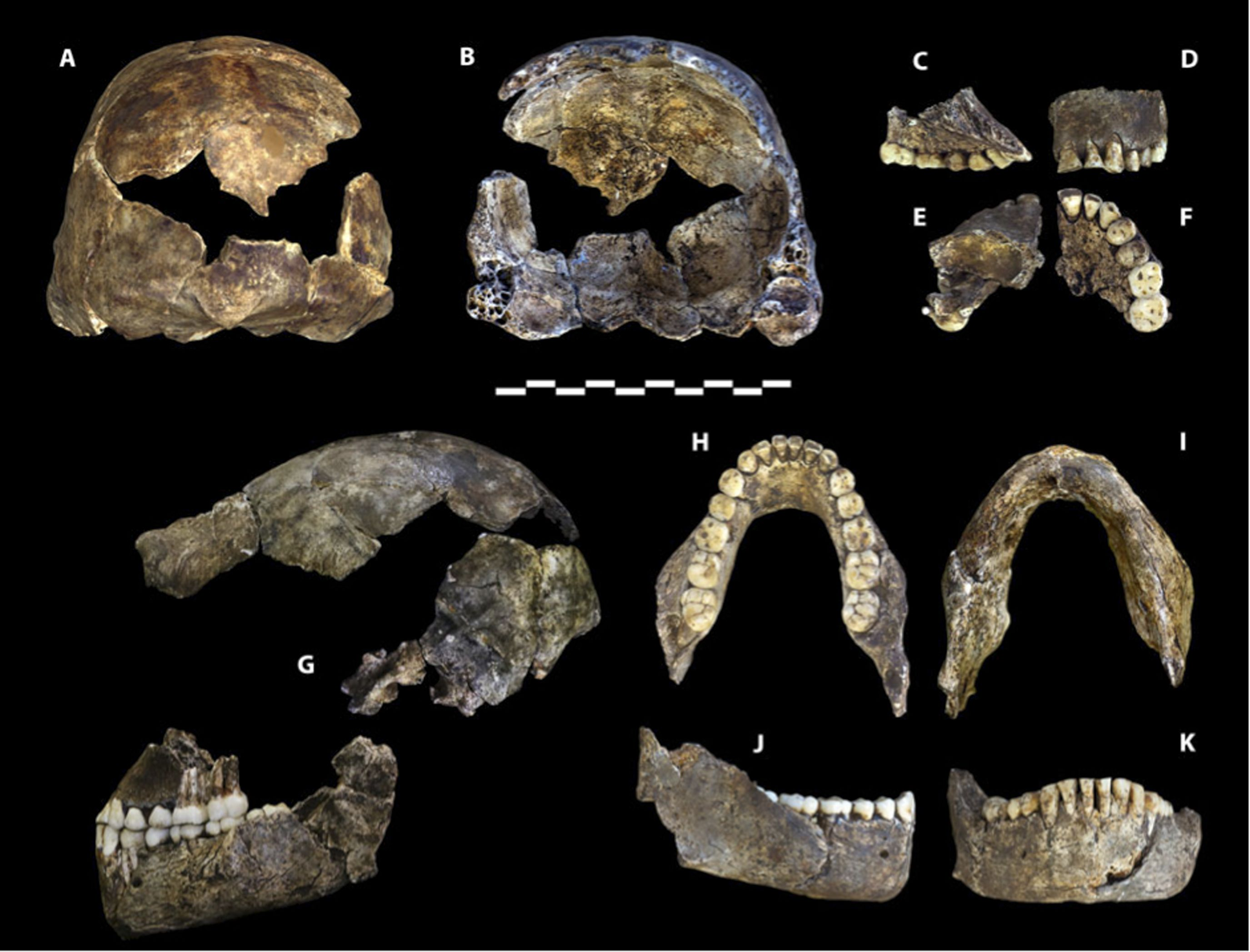
10 septembrie: Rămășițe ale unei vechi specii umane (Homo naledi) au fost descoperite într-o peșteră din Africa de Sud. Cercetătorii au formulat ipoteza că aceste vechi rude îndepărtate ale omului practicau deja rituri funerare.

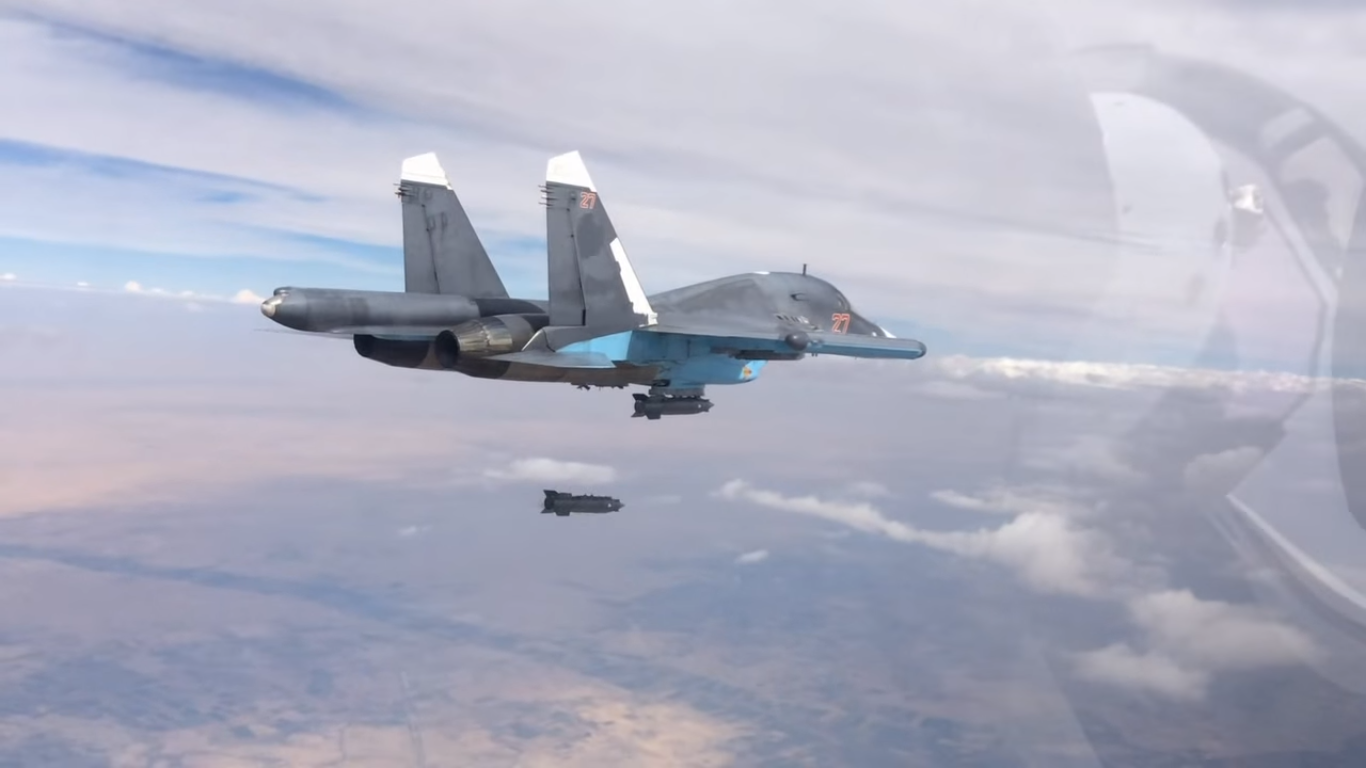
30 septembrie: Rusia începe atacurile aeriene în sprijinul guvernului sirian împotriva ISIS și a forțelor anti-guvernamentale din Siria.

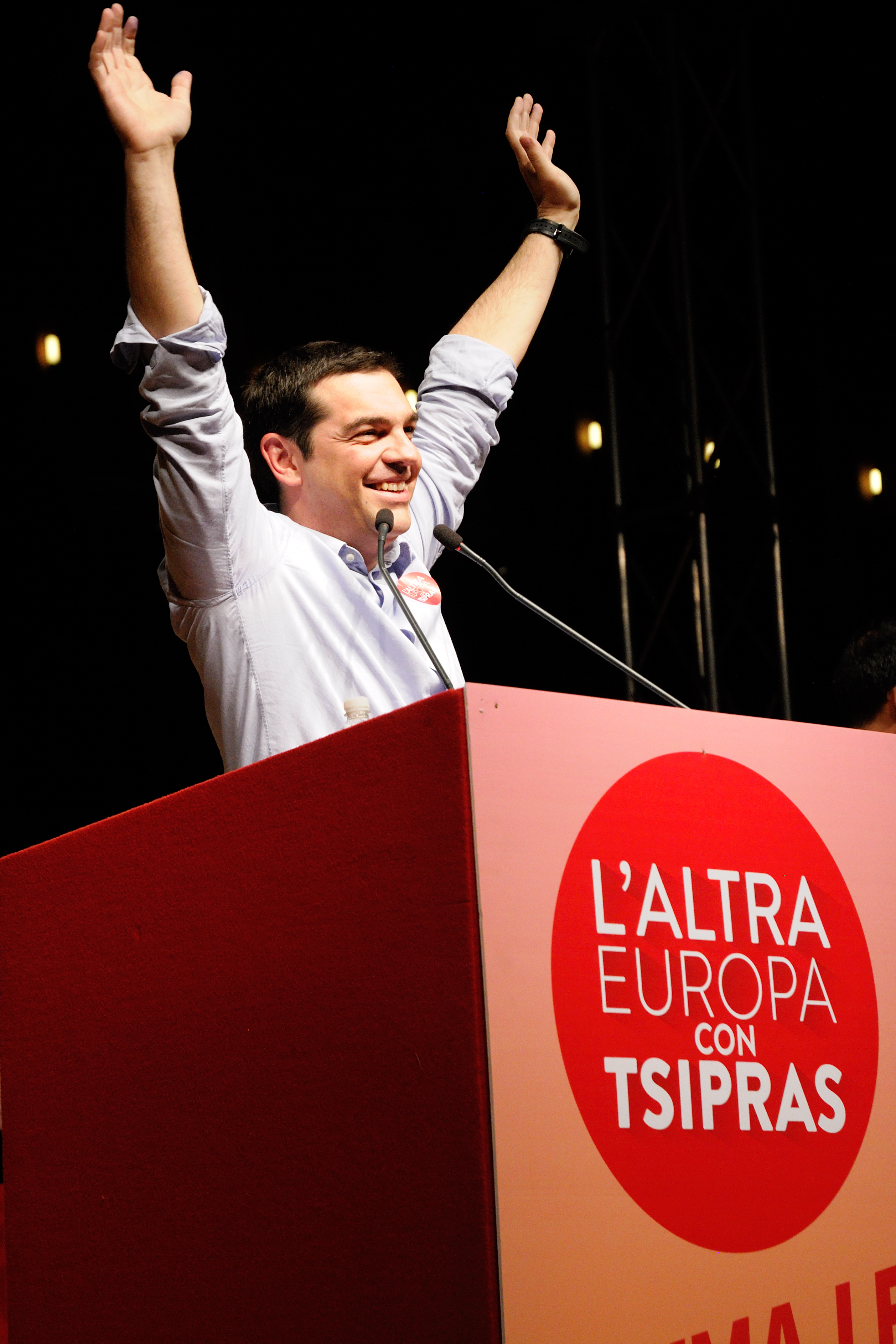
Alexis Tsipras devine premier al Greciei

- 1 septembrie: Criza refugiaților: Autoritățile din Ungaria au închis Gara Keleti din Budapesta, pentru a preveni ca sute de imigranți să treacă granița cu trenul spre alte capitale europene.
- 4 septembrie: Șefii de guvern din statele Grupului de la Vișegrad (Ungaria, Republica Cehă, Slovacia și Polonia), au convenit la Praga să-și mențină poziția lor comună de respingere a propunerii de impunere a unor cote obligatorii de refugiați între statele Uniunii Europene.
- 5 septembrie: Criza refugiaților: Ca urmare a deciziei Austriei și Germaniei de a renunța la normele sistemului de azil, aproximativ 6.500 de imigranți - cea mai mare parte din Siria, Irak și Afganistan - au ajuns la Viena și în alte orașe austriece. Ei au călătorit din Ungaria cu autobuzul, trenul sau pe jos. Emigranții au avut posibilitatea de a se înregistra în Austria sau a trece în Germania.[1][2]
- 6 septembrie: Primarul Sorin Oprescu și alte cinci persoane aflate în legătură cu Primăria Municipiului București au fost arestate pentru fapte de corupție.[3]
- 9 septembrie: Regina Elisabeta a II-a a devenit monarhul britanic cu cea mai lungă domnie din istoria Marii Britanii (63 de ani și șapte luni), surclasând-o pe regina Victoria, stră-străbunica sa.[4]
- 10 septembrie: Rămășițe ale unei vechi specii umane (Homo naledi) au fost descoperite într-o peșteră din Africa de Sud din care au fost exhumate osemintele a 15 hominizi. Echipa de cercetători care efectuează săpăturile arheologice a formulat ipoteza că aceste vechi rude îndepărtate ale omului practicau deja rituri funerare.
- 16 septembrie: A avut loc un Cutremur în Chile de 8,3 grade Richter, soldat cu 13 morți.
- 17 septembrie: Armata din Burkina Faso a comunicat că deține controlul asupra țării vest-africane, confirmând desfășurarea unei lovituri de stat. Liderii loviturii de stat, care provin dintr-o unitate de elită a gărzii prezidențiale s-au legitimat drept Consiliul Național pentru Democrație.
- 18 septembrie: Cupa Mondială de Rugby din 2015 a fost declarată deschisă la Stadionul Twickenham din Londra de președintele World Rugby împreună cu Prințul Henry de Wales.
- 19 septembrie: Camera superioară a Parlamentului japonez a aprobat controversata legislație care permite pentru prima dată de la încheierea celui de-Al Doilea Război Mondial, trimiterea de soldați într-un conflict în străinătate.
- 19 septembrie: Papa Francisc începe o vizită de trei zile în Cuba. Suveranul pontif a contribuit esențial la detensionarea relațiilor dintre Statele Unite și Cuba.
- 20 septembrie: Alegeri anticipate în Grecia câștigate clar de Syriza. Partidul lui Alexis Tsipras a obținut 35,46% din voturile exprimate, ceea ce îi aduce 145 din cele 300 de locuri din parlament, cu patru mai puține decât la alegerile din ianuarie care l-au adus pentru prima dată pe Tsipras la putere.
- 24 septembrie: Papa Francisc devine primul suveran pontif care ține un discurs în fața Camerelor reunite ale Congresului american. El a abordat mai multe probleme: avortul, importanța familiei și a căsătoriei, schimbările climatice, imigrația și criza refugiaților cauzate de tulburări la nivel mondial, un comportament de afaceri adecvat și eliminarea la nivel mondial a pedepsei capitale.[5][6]
- 24 septembrie: Peste 700 de persoane au murit și peste 800 au fost rănite în busculada produsă la Mina, în apropierea orașului sfânt musulman Mecca, din Arabia Saudită, în cea mai gravă tragedie întâmplată în ultimii 25 de ani în timpul pelerinajului anual (Hajj), la care participă două milioane de oameni.[7][8]
- 27 septembrie: Alianța separatistă condusă de către liderul catalan Artur Mas a obținut 72 din cele 135 de mandate ale Parlamentului Catalan, după numărarea a 99% din voturi la alegerile regionale din Catalonia. Lista lui Mas, „Junts pel si" (împreună pentru da), a obținut 62 de mandate dintre aceste mandate, iar „Candidatura d'Unitat Popular" (CUP, extremă stânga),10.[9]
- 28 septembrie: NASA afirmă că a găsit cea mai bună dovadă de existență a apei lichide pe Marte. Un studiu publicat în revista Nature Geoscience arată că în dungile de culoare închisă care apar pe suprafața planetei Marte au fost găsite semne ale prezenței unor săruri minerale „hidratate", care necesită apă pentru a se forma.[10]
- 30 septembrie:  Rusia începe atacurile aeriene  în sprijinul guvernului sirian împotriva ISIS și a forțelor anti-guvernamentale din Siria .

## Decese
- 1 septembrie: Boris David, 86 ani, inginer chimist român (n. 1929)
- 2 septembrie: Eleonora Enăchescu, cântăreață română (n. 1952)
- 4 septembrie: Mihai Bălășescu, 47 ani, politician român (n. 1968)
- 5 septembrie: Setsuko Hara, 95 ani, actriță japoneză (n. 1920)
- 9 septembrie: Florin Ganea, 39 ani, fotbalist român (n. 1976)
- 10 septembrie: Franco Interlenghi, 83 ani, actor italian (n. 1931)

- 14 septembrie: Corneliu Vadim Tudor, 65 ani, politician, jurnalist și scriitor român, președinte al Partidului România Mare (1991-2015), (n. 1949)
- 15 septembrie: Dan Nasta (Dan Constantin Ioan Popescu-Nasta), 96 ani, actor român (n. 1919)
- 15 septembrie: Mihai Volontir, 81 ani, actor din R. Moldova (n. 1934)
- 17 septembrie: Ingrīda Andriņa, 71 ani, actriță sovietică de film și teatru din Letonia (n. 1944)
- 17 septembrie: Dettmar Cramer, 90 ani, fotbalist și antrenor german (n. 1925)
- 21 septembrie: Viorel Știrbu, 74 ani, scriitor, prozator, editor și jurnalist român (n. 1940)
- 25 septembrie: Mircea Handoca, 86 ani, istoric literar român (n. 1929)
- 27 septembrie: Marcel Piteiu, 61 ani, politician român (n. 1954)
- 28 septembrie: Ignacio Zoco Esparza, 76 ani, fotbalist spaniol (n. 1939)
- 29 septembrie: Sorin Avram, 72 ani, fotbalist român (atacant), (n. 1943)
- 29 septembrie: Imre Fodor, 78 ani, politician român de etnie maghiară (n. 1937)
- 30 septembrie: Lucreția Ciobanu, 90 ani, interpretă română de muzică populară din zona Sibiului (n. 1924)